# Imre Makovecz
Imre Makovecz (ur. 20 listopada 1935 w Budapeszcie, zm. 27 września 2011 tamże) – węgierski architekt. Tworzył i żył w Budapeszcie. Jest przedstawicielem nurtu tzw. architektury organicznej.

## Główne realizacje
- Dom kultury, Sárospatak (1972)
- Kaplica cmentarna Farkasrét, Budapeszt (1975)
- Zespół mieszkaniowy, Sárospatak (1980)
- Dom kultury, Jászkisér (1982)
- Willa Richter, Budapeszt (1983)
- Centrum kulturalne, Jászapáti (1983)
- Willa Gubcsi, Budapeszt (1983)
- Hala sportowa, Wyszegrad (1985)
- Kościół luterański, Siófok (1986)
- Kościół, Paks (1987)
- Centrum kulturalne, Sárospatak (1988)
- Pawilon węgierski na EXPO w Sewilli (1990)
- Pływalnia, Eger (1993)
- Budynek biurowy (własna pracownia), Budapeszt (1994)
- Uniwersytet Katolicki, Stephaneum – Audytorium Maximum, Piliscsaba (1995)
- Kościół rzymskokatolicki, Százhalombatta (1995)
- Teatr, Makó (1996)
- Kościół greckokatolicki, Csenger (1999)
- Kościół rzymskokatolicki, Pethőhenye (1999)
- Dom jednorodzinny, Mátrafüred (1999)

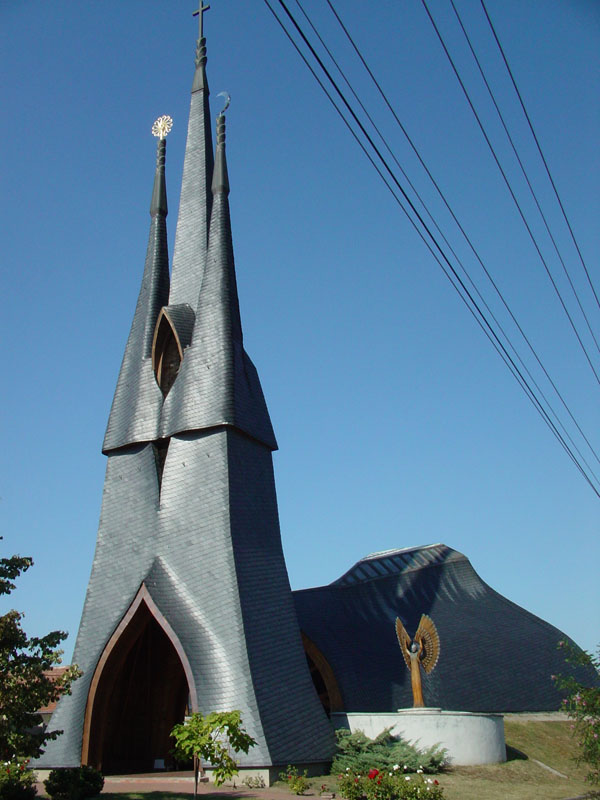
Szentlélek templom Paks (Kościół Ducha Świętego w Paksu)
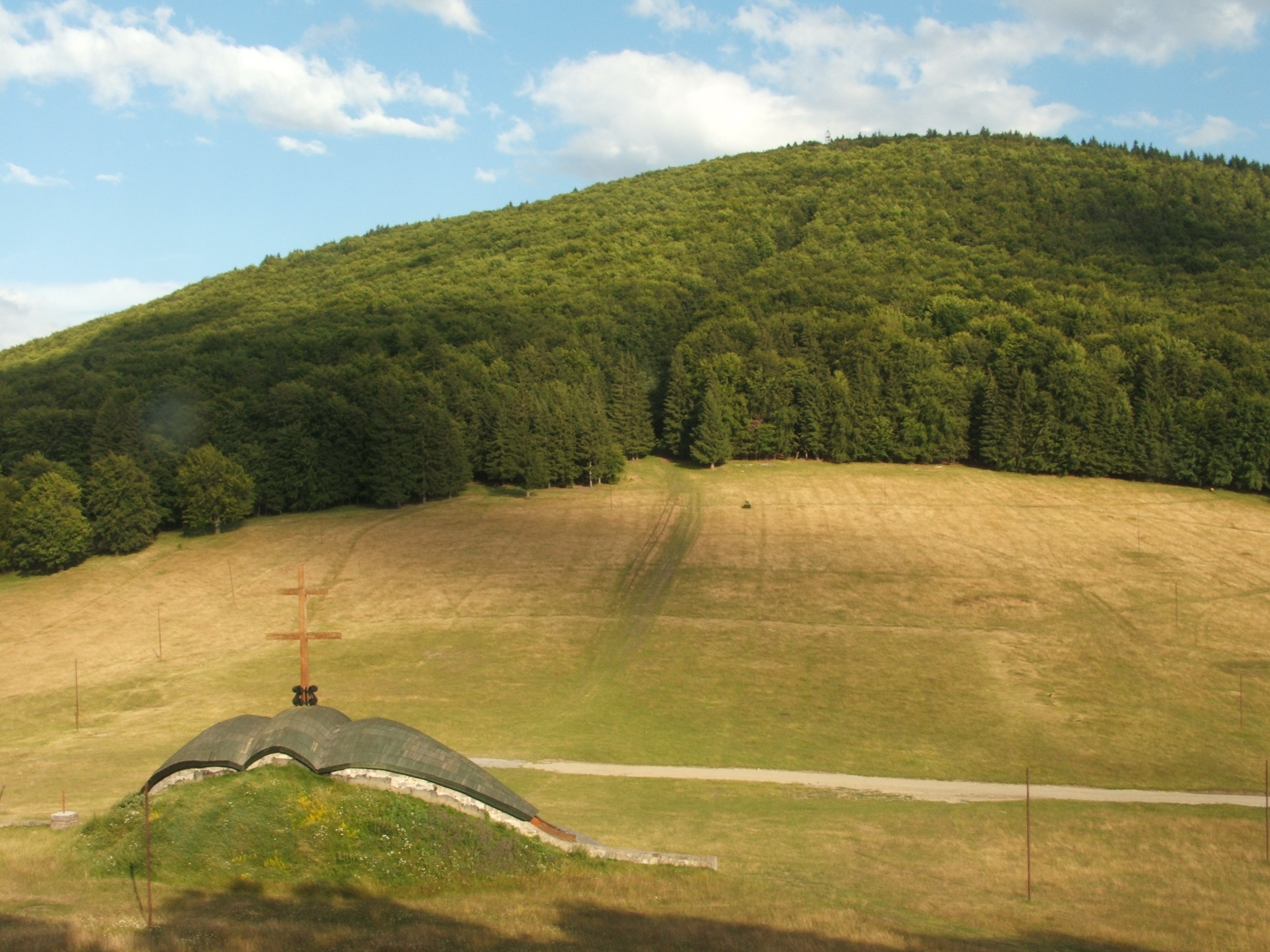
Ołtarz na przełęczy Csíksomlyó w Siedmiogrodzie, miejsce tradycyjnego odpustu